# Apotekshuset, Djurgården

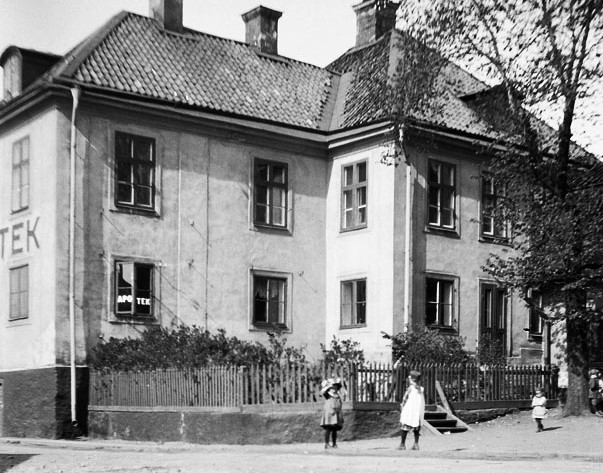
Apoteket Vasen 1885.

Apotekshuset (även Apotekarhuset) är en gulputsad byggnad på Lilla Allmänna gränd 9 inom nuvarande Gröna Lund i Djurgårdsstaden på Djurgården i Stockholm. Byggnaden uppfördes 1741 som bostad för Djurgårdsvarvets chef, Ephraim Lothsack, och var ett byggnadsminne 1935-2005. 

## Historik

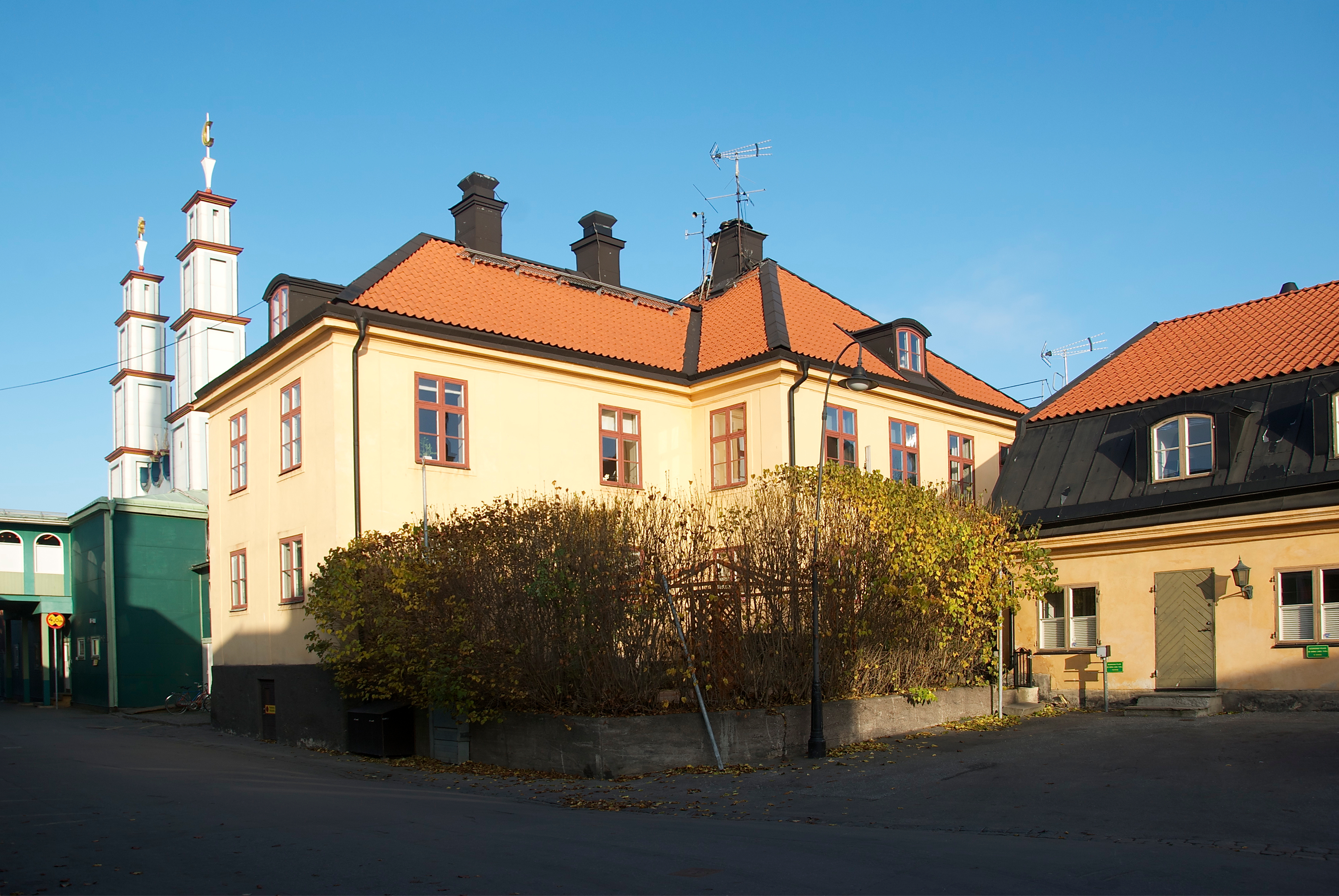
Apotekshuset 2011.

Byggnaden har fått sitt namn efter Apoteket Vasen som mellan 1896 och 1934 var inrymt i huset. Apoteket på Djurgården hade öppnats 1869 efter att apotekaren i Trosa, Robert Luhr, erhållit ett personligt apoteksprivilegium. Det låg ursprungligen vid på n:r 4 vid allmänna landsvägen men flyttades 1896 i samband med att tomten avrevs för att bereda plats för Allmänna konst- och industriutställningen. Inredningen skapades av Hugo Rahm. Apoteket var i drift till 1934
Idag rymmer huset kontor för Gröna lund. En del av husets ursprungliga målade väggdekorationer finns bevarade. En av dessa var utgångspunkt för Carl Michael Bellman 1770 när han skrev vad som skulle bli Fredmans epistel n:o 22.